# Mekar Sari Raya
Mekar Sari Raya is een bestuurslaag in het regentschap Simalungun van de provincie Noord-Sumatra, Indonesië. Mekar Sari Raya telt 1972 inwoners (volkstelling 2010).